# Seznam japonských letadlových lodí

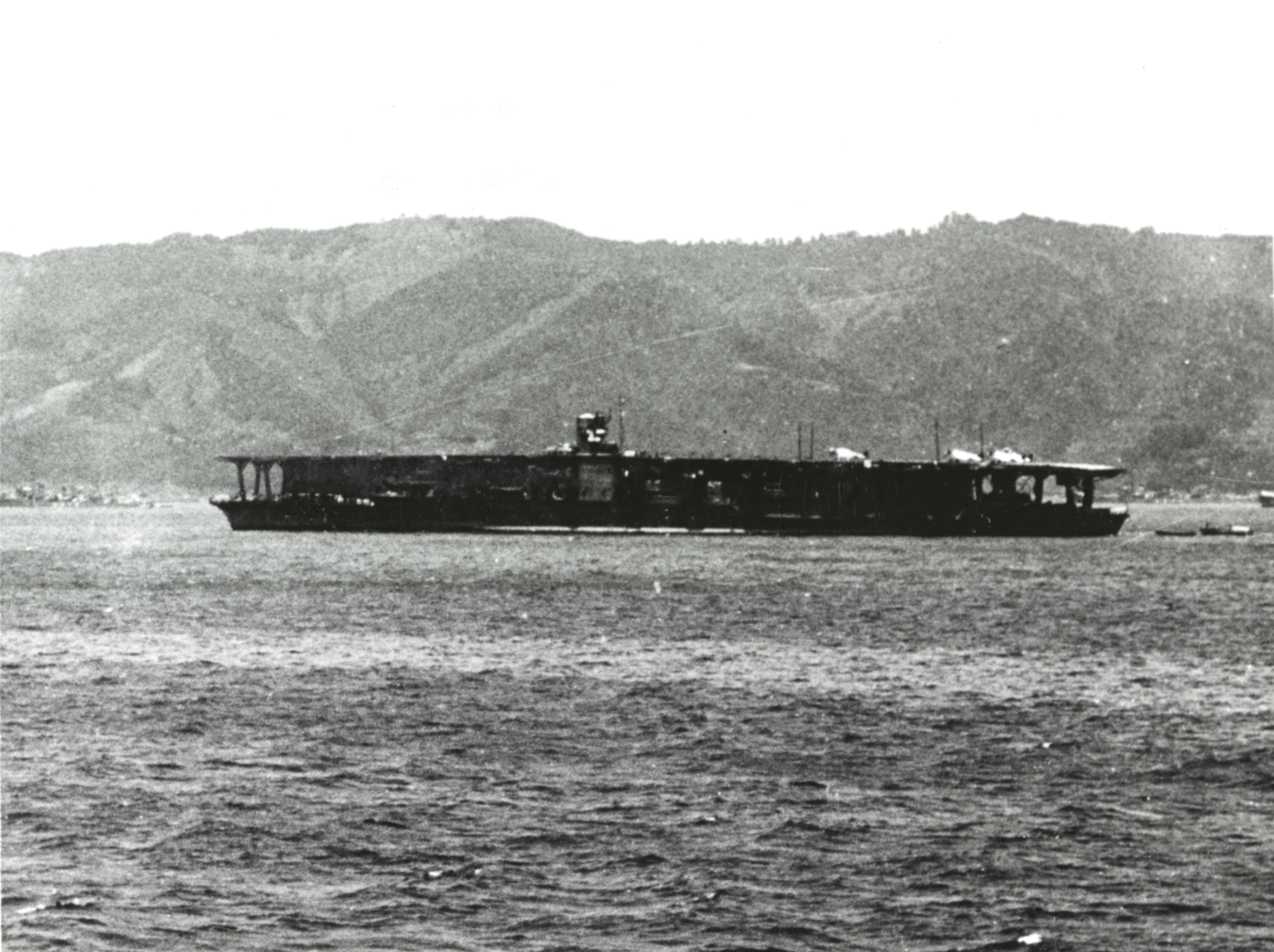
Akagi

Seznam japonských letadlových lodí zahrnuje letadlové lodě provozované Japonským císařským námořnictvem či Japonskou císařskou armádou.

## Letadlové lodě

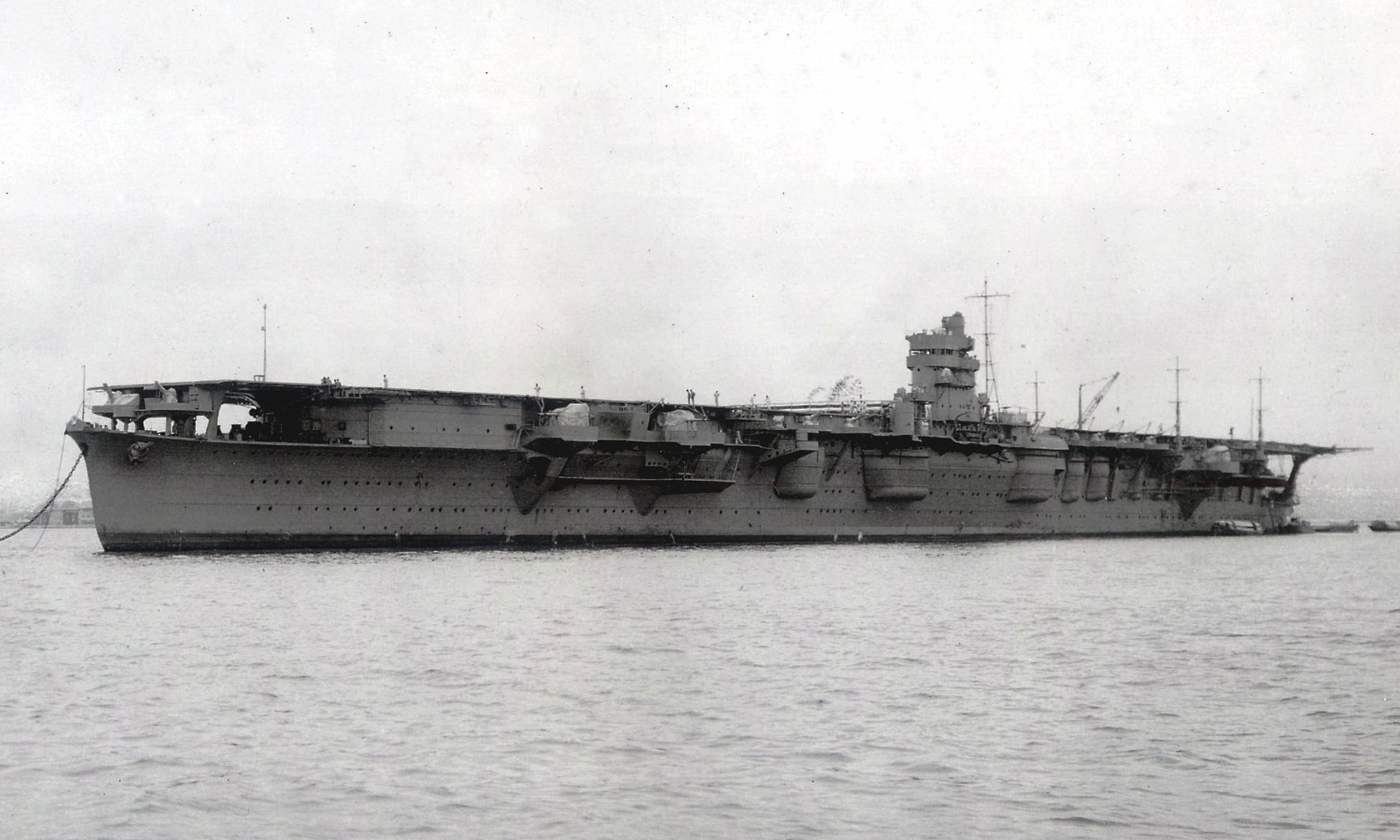
Hirjú

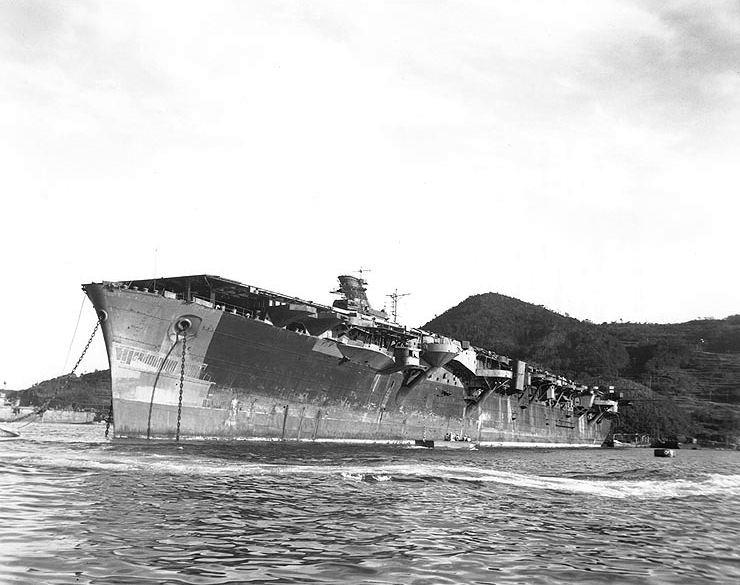
Džunjó

- Akagi – Těžce poškozena americkými bombardéry v bitvě u Midway 4. června 1942 a 5. června potopena vlastními torpédoborci.
- Kaga – Těžce poškozena americkými bombardéry v bitvě u Midway 4. června 1942 a následně potopena vlastními torpédoborci.

- Třída Sórjú
  - Sórjú – Těžce poškozena americkými bombardéry v bitvě u Midway 4. června 1942 a následně doražena vlastním torpédoborcem.
  - Hirjú – Těžce poškozena americkými střemhlavými bombardéry v bitvě u Midway 4. června a potopena 5. června 1942.

- Třída Šókaku:
  - Zuikaku – Potopena americkými bombardéry v bitvě u mysu Engaño 25. října 1944.
  - Šókaku – Potopena 19. června 1944 americkou ponorkou USS Cavalla.

- Třída Hijó:
  - Hijó – Přestavba rozestavěné osobní lodě Izumo Maru. Dne 20. června 1944 potopena v bitvě ve Filipínském moři letadly z amerických letadlových lodí.
  - Džunjó – Přestavba rozestavěné osobní lodě Kashiwara Maru. Dne 9. prosince 1944 poškozena torpédy amerických ponorek USS Redfish a USS Sea Devil. Sešrotována v roce 1947.

- Taihó – Potopena roku 1944 v bitvě ve Filipínském moři americkou ponorkou USS Albacore.
- Šinano – Potopena 29. listopadu 1944 ponorkou USS Archerfish.

- Třída Unrjú:
  - Unrjú – V roce 1944 potopena ponorkou USS Redfish.
  - Amagi – V 24. července 1945 zničena během amerických náletů. Loď se převrátila.
  - Kacuragi – V červenci 1945 byla těžce poškozena během amerických náletů. Sešrotována 1947.
  - Kasagi – Nedostavěna
  - Aso – Nedostavěna
  - Ikoma – Nedostavěna

### Lehké letadlové lodě
- Hóšó – Vyřazena a sešrotována.

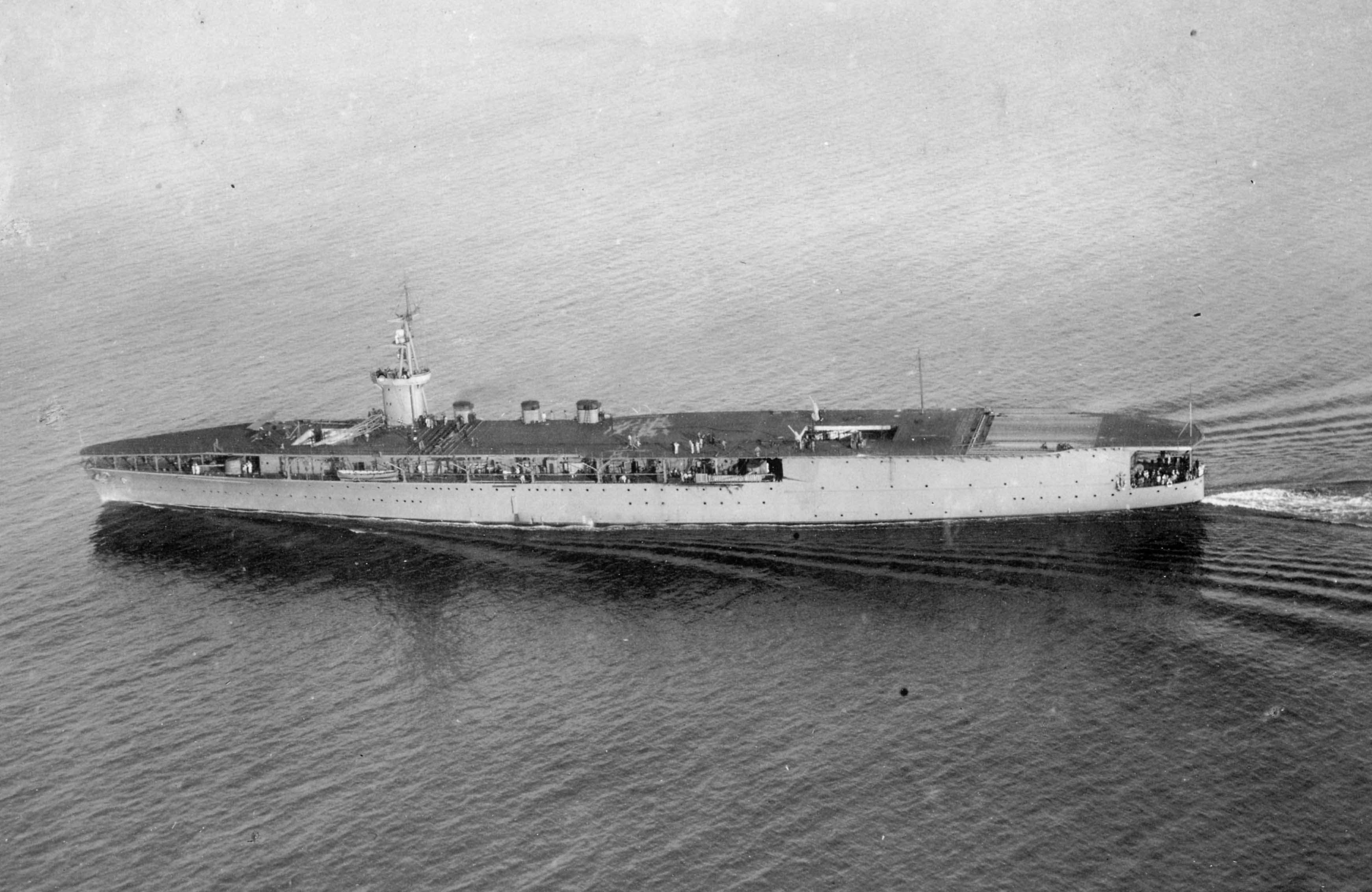
Hóšó

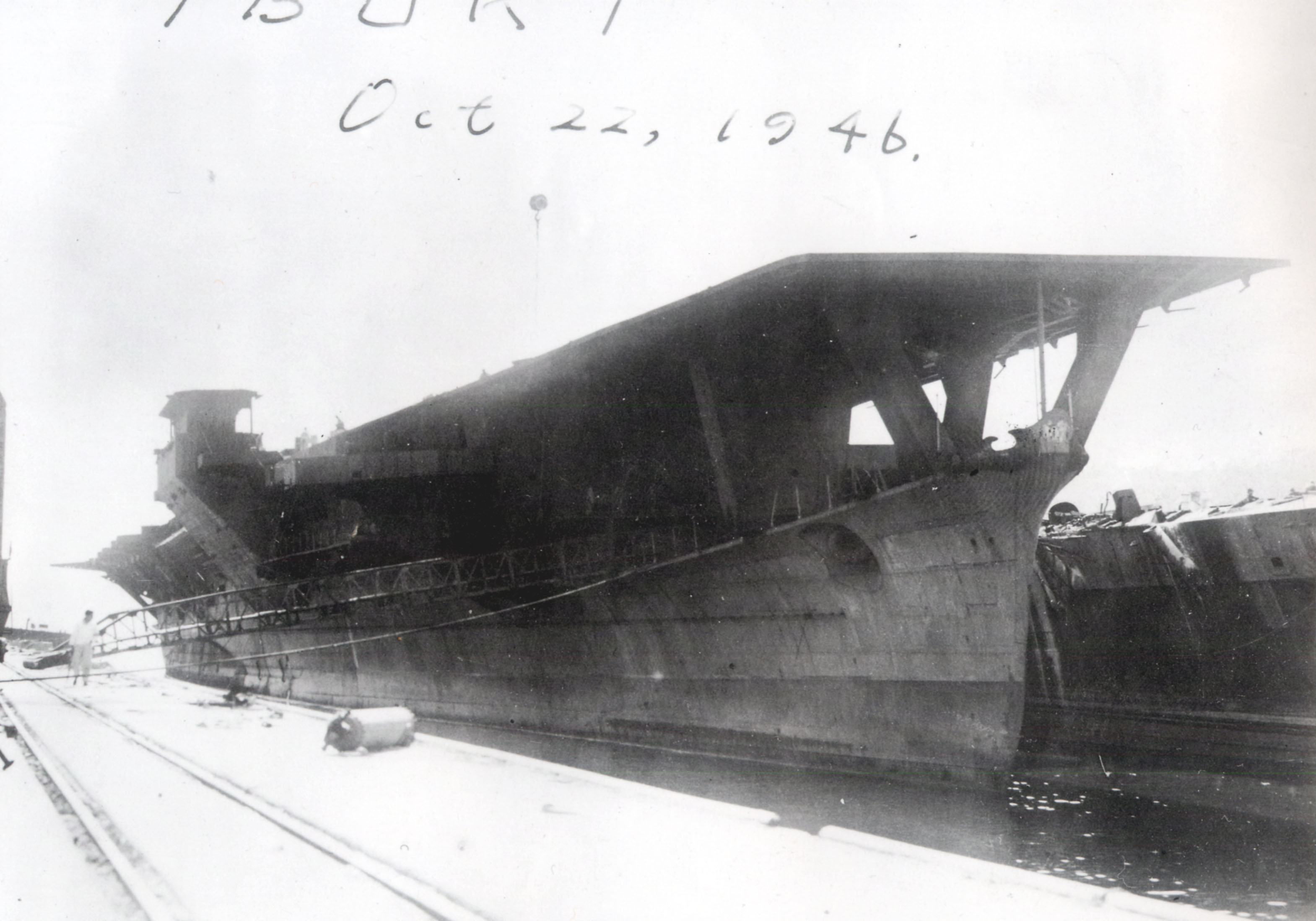
Ibuki

- Rjúdžó – Potopena americkými bombardéry v bitvě u východních Šalomounů 24. srpna 1942.

- Třída Šóhó:
  - Šóhó – Přestavěná zásobovací loď pro ponorky Curugisaki. Potopena palubními letouny v Korálovém moři 7. května 1942.
  - Zuihó – Přestavěná zásobovací loď pro ponorky Takasaki. Potopena 25. října 1944 americkými letouny v bitvě u mysu Engaño.

- Rjúhó – Přestavěná zásobovací loď pro ponorky Taigei. Těžce poškozena 19. března 1945 během náletu na Kure. Po válce byla sešrotována.

- Třída Čitose:
  - Čitose – Potopena 2. října 1944 americkými letadly v bitvě u mysu Engaño.
  - Čijoda – Potopena 2. října 1944 v bitvě u mysu Engaño. Americká letadla ji poškodila, americké křižníky a torpédoborce ji poté poslaly ke dnu.

- Ibuki – Nedokončená přestavba těžkého křižníku. V roce 1947 sešrotována.

### Eskortní letadlové lodě
- Třída Taijó:

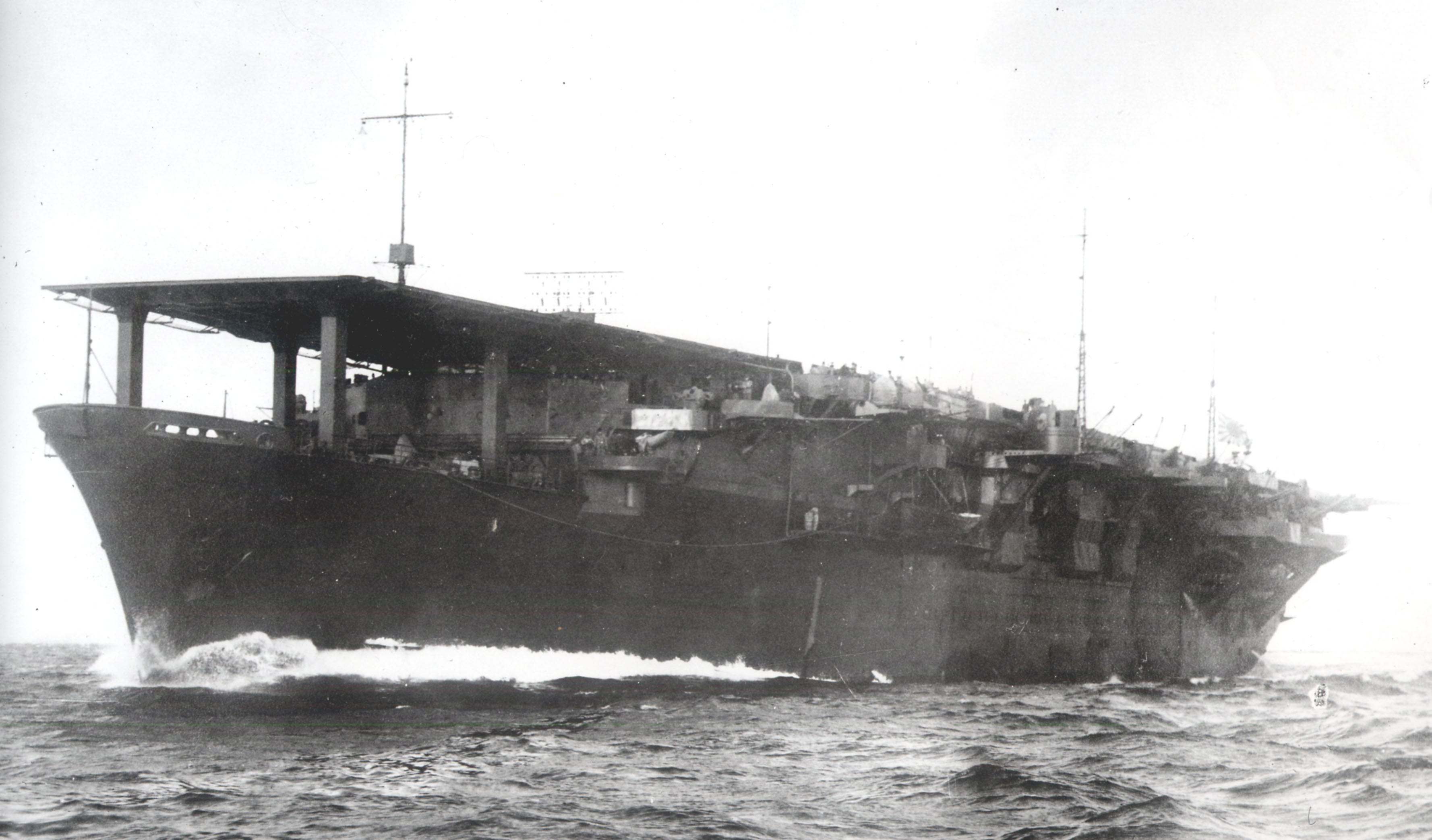
Kaijó

  - Taijó – Přestavěná osobní loď Kasuga Maru. Potopena 18. srpna 1944 americkou ponorkou USS Rasher.
  - Unjó – Přestavěná osobní loď Yawata Maru. Potopena 17. září 1944 americkou ponorkou USS Barb.
  - Čújó – Přestavěná osobní loď Nitta Maru. Potopena 4. prosince 1943 americkou ponorkou USS Sailfish.

- Kaijó – Přestavba civilní lodě Argentina Maru. Dne 24. července 1945 byla poškozena během amerických náletů na Kure. Po válce byla sešrotována.
- Šinjó – Přestavba německé osobní lodě Scharnhorst. Potopena 24. července 1945 americkou ponorkou USS Spadefish.

### Další plavidla
- Tankery doplněné o letovou palubu a malý hangár:
  - Šimane Maru – Potopena roku 1945.
  - Otakisan Maru – Stavba nedokončena.
  - Jamaširo Maru – Patřila japonské císařské armádě. Potopena roku 1945.
  - Čigusa Maru – Patřila japonské císařské armádě. Stavba nedokončena.

- Transportéry výsadkový člunů či letadel s letovou palubou, sloužící pouze pro start letadel:
  - Akicu Maru – Patřila japonské císařské armádě. Potopena 15. listopadu 1944 americkou ponorkou USS Queenfish.
  - Nigicu Maru – Patřila japonské císařské armádě. Potopena 12. ledna 1944 americkou ponorkou USS Hake.
  - Kumano Maru – Patřila japonské císařské armádě. Válku přežila a byla sešrotována.